# Mango de Oklahoma
El mango de Oklahoma (en inglés, Oklahoma Panhandle; traducción literal en español, mango de sartén de Oklahoma) es un término informal y no oficial con el que se designa a la parte más noroccidental del estado estadounidense de Oklahoma. Su nombre viene por similitud con el mango de una sartén. Consiste en tres condados, que de oeste a este son: Cimarrón, Texas y Beaver. Tiene una población de 28 751 habs. en 2010, representando el 0,77% de la población del estado. Esto supone un decremento de 361 personas respecto al censo de 2010, en el que suponía el 1,2% del total del estado.

## Geografía
El mango de Oklahoma, de 267 km de longitud y 55 km de ancho, limita al norte con Colorado y Kansas, al este con el resto del estado de Oklahoma, al sur con Texas y al oeste con Nuevo México. La mayor ciudad de la región es Guymon que es la sede del condado de Texas. Black Mesa, el punto más alto del estado (1516 m) se encuentra en el condado Cimarrón. El río Canadian Norte se llama río Beaver o arroyo Beaver en su curso a través del Mango. Su área es de 14 730 km² y supone el 8,28% del área estatal.

## Historia

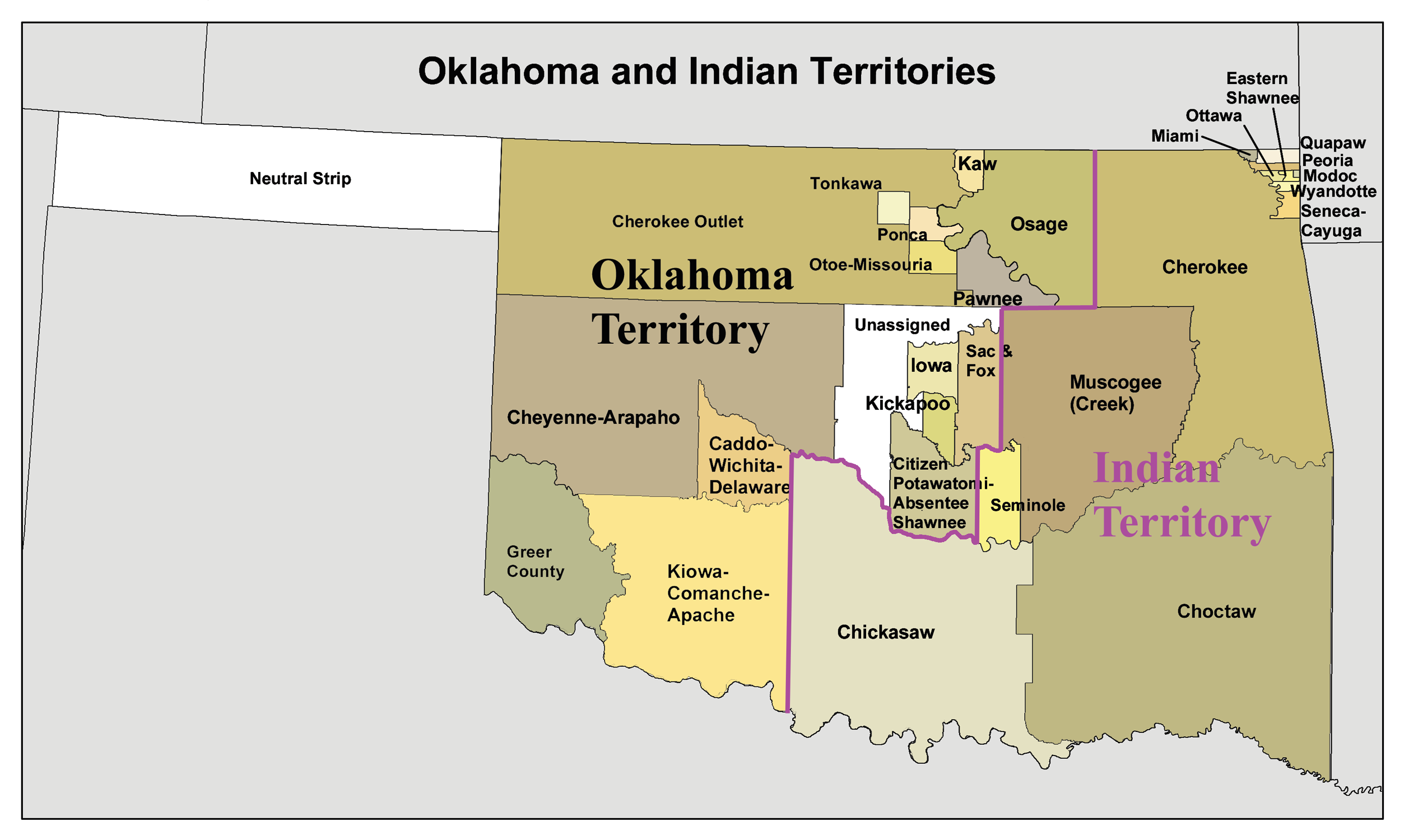
Mapa con el Territorio de Oklahoma, el Territorio Indio y la Línea neutral

Mapa de la anexión de Texas, en el que se puede ver cómo el Mango formó parte de la República de Texas

La región ha estado habitada durante milenios. Los pueblos paleoindios de la zona formaban parte del complejo del río Beaver. Un campamento paleoindio, el yacimiento de Bull Creek, data aproximadamente del año 8450 a. C., y el de Badger Hole se fecha alrededor del 8400 a. C.
Antes de la llegada de los exploradores europeos, la región estaba habitada por los habitantes del sur de las Praderas. Entre los años 1200 y 1500, los pueblos semisedentarios de la cultura del Panhandle vivían en la región en grandes casas de losas de piedra y yeso, en aldeas o fincas individuales. Como horticultores, cultivaban maíz y cultivos autóctonos. Varios yacimientos de la fase Antelope Creek se fundaron cerca de la actual Guymon, como los de McGrath, Stamper y Two Sisters.
Los primeros europeos que llegaron fueron los españoles. La llegada de caballos desde España en el siglo XVI permitió a las tribus indígenas americanas ampliar sus territorios de caza. Estos aldeanos de las llanuras del sur se convirtieron en las tribus wichita y afiliadas.
La zona pasó a formar parte de Nueva España con el tratado de Adams-Onis de 1819 entre España y Estados Unidos, que fijó el límite occidental de la compra de Luisiana en el meridiano 100. Con la independencia de México en 1821, estas tierras pasaron a formar parte de dicho país. Con la formación de la República de Texas entraron a formar parte de ella, y por último, de los Estados Unidos, en 1846, cuando dicha república entró en la Unión de estados.
El camino de Santa Fe pasaba por esta región desde que la ruta comercial fue establecida en 1826 entre los españoles de Santa Fe y los estadounidenses de San Luis, Misuri. La ruta incremento su tránsito de personas con la fiebre del oro de California. El camino pasaba a poca distancia al norte de la que ahora es Boise City y de Clayton (Nuevo México) antes de llegar a Santa Fe. Cuando Texas pidió formar parte de la Unión en 1845, como estado esclavista, una ley federal de los Estados Unidos, basada en el compromiso de Misuri, prohibía la esclavitud al norte del paralelo 36º30', por lo que el Mango se convirtió en terreno neutral de 1850 a 1890. Se llamaba oficialmente la Línea pública de tierra (en inglés, Public Land Strip) y popularmente conocida como Tierra de nadie (No Man's Land). El compromiso de 1850 también estableció la frontera oeste con Nuevo México en el meridiano 103°.

### Asentamiento
En 1889, la Línea pública de tierra fue abierta a los colonizadores y muchos fueron a vivir allí. La población se estimó en unos 10 000 habs. después de su apertura. En 1890 pasó a formar parte del Territorio de Oklahoma.

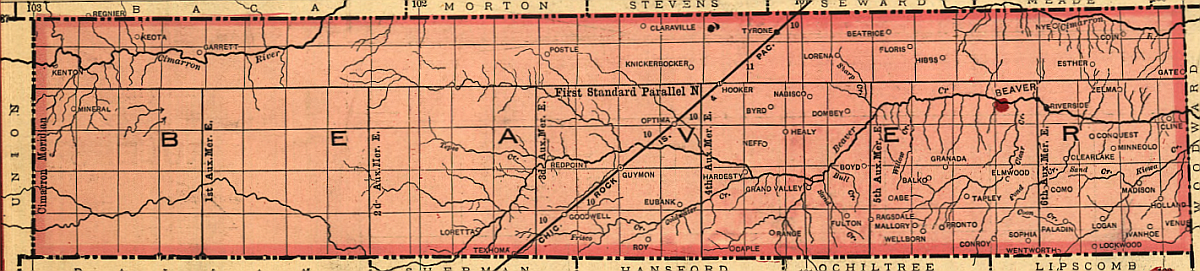
Mapa del antiguo condado de Beaver que englobaba todo el Mango de Oklahoma

## Ciudades

### Principales ciudades
- Beaver (Sede del condado homónimo)
- Boise City (Sede del condado de Cimarrón)
- Goodwell (Sede de la Universidad estatal Oklahoma Panhandle)
- Guymon (Sede del condado de Texas, y mayor ciudad del Mango de Oklahoma)
- Hooker
- Texhoma

### Otras ciudades
- Adams
- Balko
- Felt
- Forgan
- Gate
- Hardesty
- Kenton
- Keyes
- Knowles
- Optima
- Turpin
- Tyrone
- Floris